# Contea di Groitzsch

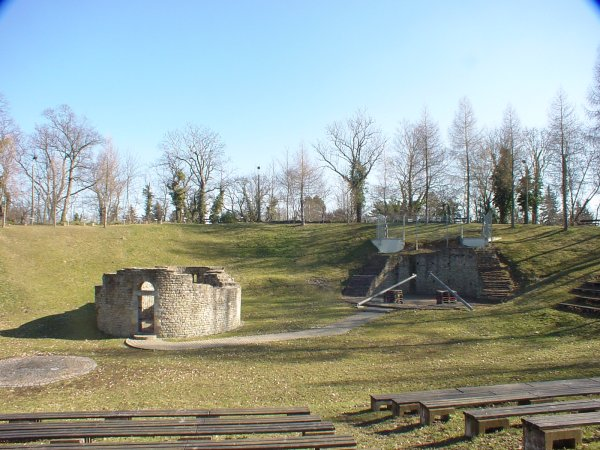
Castello di Wiprecht di Groitzsch

Nella prima metà del XII secolo, la contea di Groitzsch, situata nel bacino lipsiano, era di dominio della stirpe di Wiprecht di Groitzsch, avente come centro la città di Groitzsch e il castello di Wiprecht di Groitzsch. Quando la linea maschile della famiglia si estinse nel 1135, la contea, ad eccezione del castello, passò in possesso dei Wettin. Nel 1460, la contea di Groitzsch (Pflege Groitzsch) fu fusa con il margraviato di Meißen e Pegau per formare l'Amt Pegau.

## Albero genealogico
1. Svetibor;
2. Wulf.
  1. Wiprecht I, nel Gau Balcsem (Balsamgau) ⚭ Sigena di Leinungen, † tra il 24 ottobre 1110 e 1121/23, erede di Morungen e Gatersleben, figlia di Goswin il Vecchio, conte di Leinungen, vedova di Federico I di Pettendorf-Burglengenfeld, una volta nuovamente vedova divenne la terza badessa di Vitzenburg (oggi distretto di Querfurt).
    1. Ottone, che si recò a Bisanzio;
    2. Ermanno, che si recò in Russia;
    3. Wiprecht II di Groitzsch, † 22 maggio 1124 a Pegau, 1084/1113 e dal 1115 a Nisangau e Gau Budissin, nonché nella valle dell'Elba tra Pirna e Dresda, nel 1106 conte, nel 1118 burgravio di Magdeburgo e Vogt del monastero di Neuwerk ad Halle, nel 1123 margravio di Meißen (titolare) e della Bassa Lusazia, fondò l'abbazia di Pegau nel 1091, l'abbazia di Mausigk nel 1104, sepolto nell'abbazia di Pegau ⚭ (I) intorno al 1085 Giuditta di Boemia, erede di Nisangau e del Land Budissin, † 9 dicembre 1108, figlia del re Vratislao II (Přemyslidi) ⚭ (II) 1110 Cunegonda di Weimar, † 8 giugno 1140, erede di Beichlingen, figlia del conte Ottone I (Weimar), margravio di Meißen, vedova del principe Jaropolk Pyotr Isjaslavitsch di Vladimir e Turau (Rurikidi) e del conte Cuno di Beichlingen (Northeim);
      1. (I) Wiprecht III, † 27 gennaio probabilmente del 1116, attestato nel 1104, catturato dall'imperatore Enrico V nel 1110, sepolto a Pegau ⚭ 1110 Cunegonda di Beichlingen, figlia del conte Cuno e Cunegonda di Weimar (Northeim), sposò in seconde nozze nel 1116/1117 Diepoldo III di Vohburg († 8 aprile 1146) (Rapotoni);
      2. (I) Enrico, † 1135, nel 1124 burgravio di Magdeburgo, nel 1131 margravio della marca di Lusazia ⚭ Berta di Gleissberg († dopo il 1137), figlia di Dietmaro di Selbold-Gelnhausen (Reginbodingi);
      3. (I) Berta di Morungen, † 16 giugno 1143, erede del castello di Groitzsch ⚭ Dedo IV († 26 dicembre 1124), conte di Wettin e Groitzsch.

    4. una figlia ⚭ Enrico di Leinungen;
    5. una figlia ⚭ Guarniero/Werner il Vecchio di Veltheim, 1087.

## Conti di Groitzsch della stirpe dei Wettin
- Dedo V il Grasso, † 1190, nel 1144 al castello di Groitzsch, nel 1156 conte di Groitzsch
- Teodorico, † 1207, figlio del precedente
- Corrado II di Landsberg, † 1210, suo fratello
- Teodorico l'Afflitto, † 1221, nipote di Dedo